# Pollo marsala

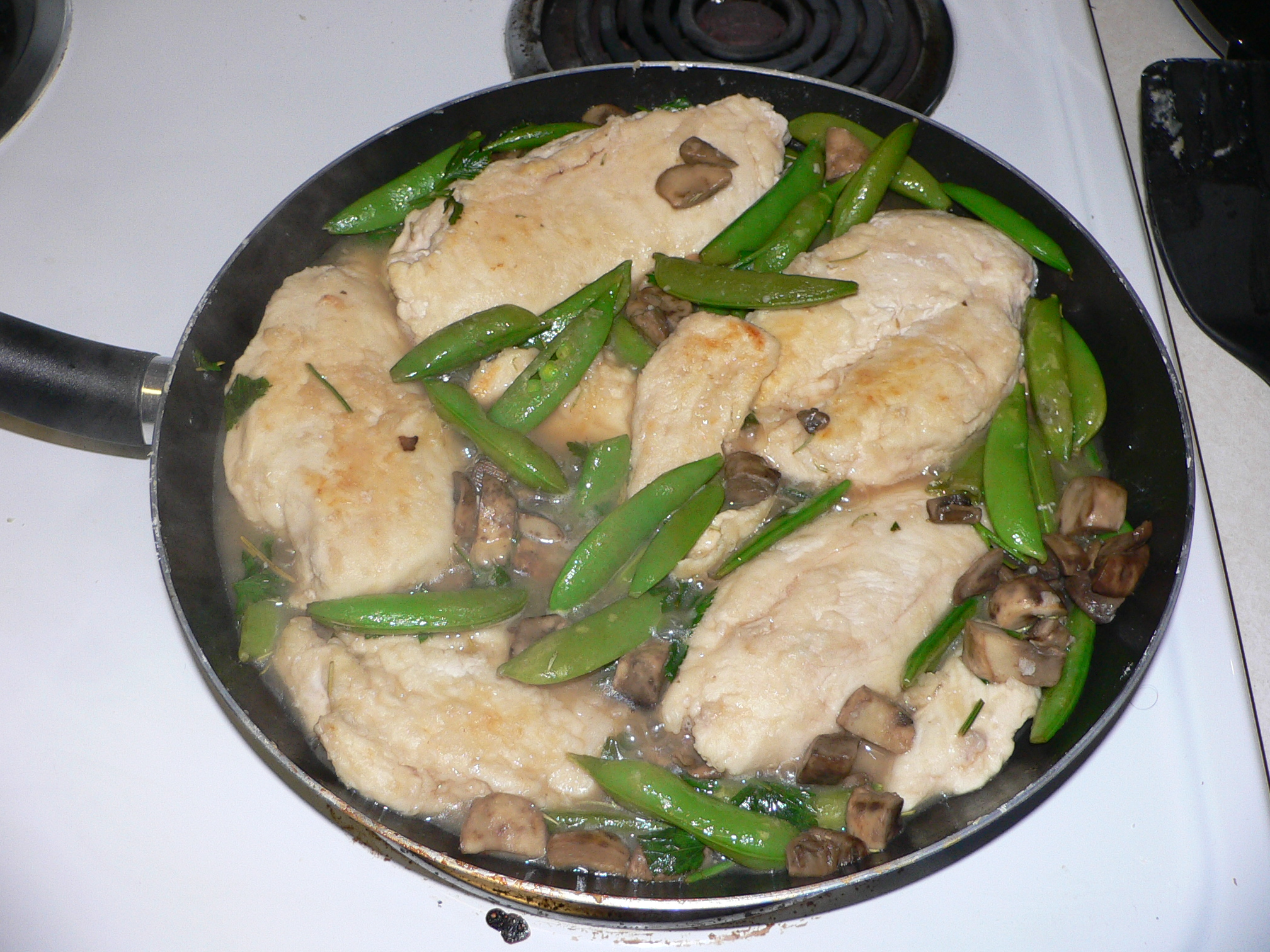
Pollo marsala con champiñones y arveja china.

El pollo marsala es un plato italiano hecho con filetes de pollo, champiñones y vino marsala. El pollo se cubre con harina, se saltea brevemente y se retira de la sartén, que entonces se usa para hacer una reducción del marsala. La reducción da al vino una consistencia parecida a la del jarabe, y la salsa se prepara añadiendo cebolla o cebollino, además de champiñón, hierbas y posiblemente otros ingredientes. La salsa se vierte sobre el pollo, que se ha mantenido caliente, y se sirve de inmediato.
Un método alternativo es brasear las pechugas en una mezcla de marsala, mantequilla, aceite de oliva, champiñón y especias. El plato suele servirse acompañado de arroz pilaf, patatas o pasta.